# PhpBB
PhpBB är en mjukvara för diskussionsforum som bygger på öppen källkod och är skriven i PHP. Namnet "phpBB" är en förkortning av PHP Bulletin Board. Det är en fri programvara som är släppt under licensen GNU General Public License.
Några av phpBB:s funktioner omfattar:
- Ett mallsystem med teman som gör det enkelt att skräddarsy utseendet.
- Möjlighet till internationalisering; med 81 översättningar till olika språk.[1]
- Kompatibilitet med olika databashanterare, inklusive MySQL, PostgreSQL, Microsoft SQL Server, Microsoft Access och Oracle[förtydliga]. Stödet för Oracle är standard från phpBB 3.0, i phpBB 2.0.x krävs det viss modifikation.[2]
- En bred grupp med användare som ger gratis support och egenutvecklade tillägg.